# Putschesch
Putschesch (russisch Пучеж) ist eine Kleinstadt in der Oblast Iwanowo (Russland) mit 8588 Einwohnern (Stand 14. Oktober 2010).

## Geografie
Die Stadt liegt etwa 175 km östlich der Oblasthauptstadt Iwanowo am rechten Ufer der hier zum Gorkier Stausee aufgestauten Wolga.
Putschesch ist Verwaltungszentrum des gleichnamigen Rajons.

## Geschichte
Der Ort wurde erstmals 1594 als Dorf Putschischtsche urkundlich erwähnt. Im 17. Jahrhundert war es für seine handwerklichen Erzeugnisse, gefärbte Leinenstoffe (Krascheniny) und Äxte, bekannt.
1793 erhielt der Ort unter dem heutigen Namen den Status eines Possad und damit faktisch das Stadtrecht. Im 19. Jahrhundert entwickelte es sich zu einem bedeutenden Getreide- und Leinenhandelszentrum. Die Stadt war wichtiges Anwerbezentrum für Treidler (Burlaki): bei einer Einwohnerzahl von 1000 versammelten sich hier zu Beginn der Navigationsperiode im Frühjahr bis zu 6000 Treidler.
Während der Flutung des Gorkier Stausees in den 1950er Jahren wurde der größte Teil der alten Stadt überschwemmt und neue Ortsteile auf höhergelegenem Gebiet errichtet.

### Bevölkerungsentwicklung
| Jahr | Einwohner |
| ---- | --------- |
| 1897 | 3.000     |
| 1926 | 5.100     |
| 1939 | 7.273     |
| 1959 | 9.293     |
| 1970 | 12.308    |
| 1979 | 12.926    |
| 1989 | 12.712    |
| 2002 | 10.345    |
| 2010 | 8.588     |

Anmerkung: Volkszählungsdaten (1897–1939 gerundet)

## Kultur und Sehenswürdigkeiten
Die Stadt besitzt ein Heimatmuseum.
Im acht Kilometer entfernten Dorf Woronzowo des Rajons Putschesch steht die Dreifaltigkeitskirche (Троицкая церковь/Troizkaja zerkow) von 1787, im 25 Kilometer entfernten Ilja-Wyssokowo die Prophet-Elias-Kirche (Ильинская церковь/Iljinskaja zerkow) von 1767.

## Wirtschaft und Infrastruktur
In Putschesch gibt es Betriebe der Textilindustrie sowie der Bauwirtschaft.
Die Stadt liegt an der Straße R81 Kineschma–Jurjewez–Putschesch–Purech (bei Sawolschje).